# Pseudemoia cryodroma
Pseudemoia cryodroma là một loài thằn lằn trong họ Scincidae. Loài này được Hutchinson & Donnellan miêu tả khoa học đầu tiên năm 1992.